# Prix Vuoden johtolanka
Le prix annuel du fil d'Ariane (finnois : Vuoden johtolanka-palkinto) est un prix littéraire finlandais récompensant les romans policiers.

## Lauréats
Les lauréats sont:
| Année | Lauréat                     | Ouvrage                                                              |
| ----- | --------------------------- | -------------------------------------------------------------------- |
| 1985  | Matti Yrjänä Joensuu        | Harjunpää ja heimolaiset                                             |
| 1986  | Sulevi Manner (fi)          | Susi                                                                 |
| 1987  | Pentti Kirstilä (fi)        | Sinivalkoiset jäähyväiset                                            |
| 1988  | Paul-Erik Haataja (fi)      | Häkkilinnut                                                          |
| 1989  | Radioteatteri (fi)          | pour sa production de romans policiers en 1988                       |
| 1990  | Harri Nykänen (fi)          | Takapiru                                                             |
| 1991  | Simo Sjöblom                | pour sa production de romans policiers et sa bibliographie 1857–1989 |
| 1992  | Markku Ropponen (fi)        | Kuolemanuni                                                          |
| 1993  | Pentti Kirstilä (fi)        | Imelda                                                               |
| 1994  | Matti Yrjänä Joensuu        | Harjunpää ja rakkauden nälkä                                         |
| 1995  | Book Studio Oy              | pour l'édition de polars                                             |
| 1996  | Hannu Vuorio (fi)           | Nyman                                                                |
| 1997  | Leena Lehtolainen           | Luminainen                                                           |
| 1998  | Ritva Hapuli Johanna Matero | Murha pukee naista                                                   |
| 1999  | Ilkka Remes                 | Karjalan lunnaat                                                     |
| 2000  | Jari Tervo                  | Minun sukuni tarina                                                  |
| 2001  | Harri Nykänen (fi)          | Raid ja mustempi lammas                                              |
| 2002  | Seppo Jokinen               | Hukan enkelit                                                        |
| 2003  | Taavi Soininvaara (fi)      | Koston komissio                                                      |
| 2004  | Matti Yrjänä Joensuu        | Harjunpää ja pahan pappi                                             |
| 2005  | Tuula-Liina Varis (fi)      | Vaimoni                                                              |
| 2006  | Matti Rönkä                 | Ystävät kaukana                                                      |
| 2007  | Tapani Bagge (fi)           | Musta taivas                                                         |
| 2008  | Marko Kilpi                 | Jäätyneitä ruusuja                                                   |
| 2009  | Jarkko Sipilä (fi)          | Seinää vasten                                                        |
| 2010  | Marko Leino (fi)            | Ansa                                                                 |
| 2011  | Antti Tuomainen             | Parantaja                                                            |
| 2012  | Pekka Hiltunen              | Vilpittömästi sinun                                                  |
| 2013  | Reijo Mäki                  | Sheriffi                                                             |
| 2014  | Timo Sandberg (fi)          | Mustamäki                                                            |
| 2015  | Kati Hiekkapelto            | Suojattomat                                                          |
| 2016  | Pauliina Susi (fi)          | Takaikkuna                                                           |